# Janrakynnot
Janrakynnot (ros. Янракыннот) – wieś w Rosji, w Czukockim Okręgu Autonomicznym, w rejonie prowidieńskim. W 2021 liczyła 241 mieszkańców.